# Saalfelder Ostereierbaum

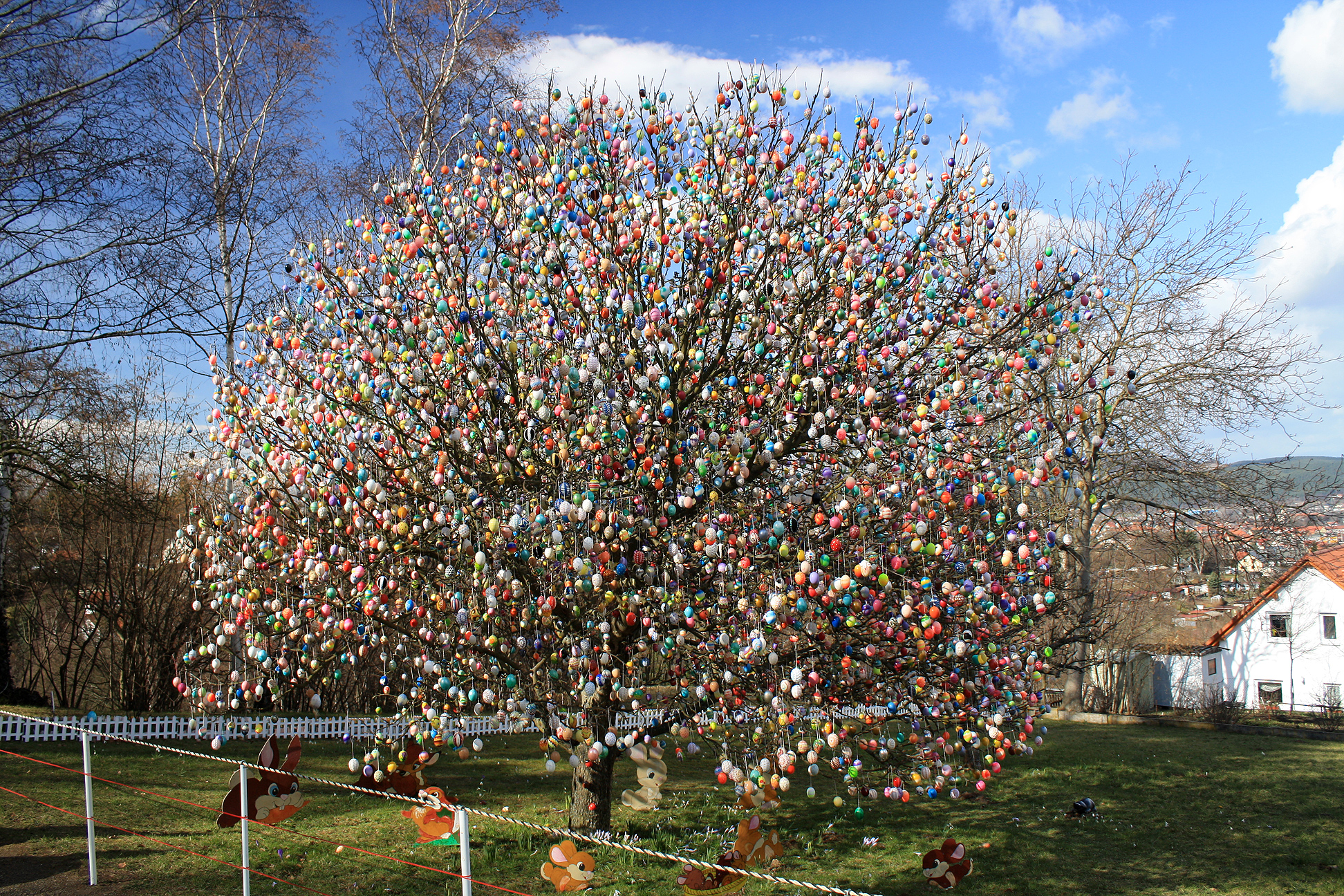
Saalfelder Ostereierbaum mit 9200 Eiern, aufgenommen am 24. März 2009

Der Saalfelder Ostereierbaum (oder Ostereierbaum in Saalfeld) ist ein durch seinen Osterschmuckbehang bekannt gewordener Apfelbaum der Familien Kraft und Rumrich im thüringischen Saalfeld. Er stand bis 2015 im Garten der Familie Kraft am südlichen Stadtrand im Wohngebiet Auf den Rödern. Seither stand er an wechselnden Orten innerhalb der Stadt, zuletzt in der Fußgängerzone im Stadtzentrum.

## Geschichte
Das erste Mal wurde der Baum 1965 geschmückt, damals nur mit 18 Plastikeiern. Warum er mit dem Schmücken begann, schildert Initiator Volker Kraft so: „Der Ursprung ist eine Kindheitserinnerung von 1945. Wenn ich früher in die Schule gegangen bin, da musste ich an einem Fliederstrauch vorbei, der zur Osterzeit geschmückt war … Und als ich Kinder hatte, da habe ich gesagt: Die bekommen jetzt auch einen Ostereierbaum.“ Bis 1994 stieg die Eieranzahl auf etwa 350 Stück. Mit dem Wachstum des Baumes wurden mehr Eier benötigt, die die Krafts beschafften, indem sie nahezu alle im Haushalt verwendeten Eier ausbliesen und anschließend mit verschiedenen Techniken schmückten. Gebrauchte Eier wurden nach dem Osterfest verpackt und im nächsten Jahr wiederverwendet. Als die Kinder der Krafts erwachsen waren, verlor die Eierschau an Dynamik und gewann erst wieder Fahrt, als die inzwischen geborenen Enkelkinder in das familiäre Brauchtum eingeführt wurden. Die Zahl der Eier war bald so groß, dass der geschmückte Baum zunehmend Besucher von außerhalb der Familie anzog.
Zwischen 1994 und 2009 kamen jährlich durchschnittlich 700 Ostereier hinzu, aufgrund von Stürmen, Hagel oder Vandalismus gingen zugleich aber auch dutzende Ostereier zu Bruch (oder wurden aussortiert), wodurch jedes Ostern nur durchschnittlich 590 Eier mehr am Baum hingen. Die genaue Anzahl neuer Eier pro Jahr schwankte allerdings stark. Im Jahre 2012 wurde die Grenze von 10.000 Eiern erstmals überschritten. In einem Fernsehinterview bestätigte Volker Kraft, dass nun mangels ausreichender Lagerkapazität keine weiteren mehr hinzu kommen werden. Der Saalfelder Baum hält jedoch nicht den Rekord der meisten Ostereier. So erzielte etwa im April 2007 der Zoo Rostock mit einer Roteiche mit 76.596 ausgepusteten und bemalten Eiern einen Eintrag ins Guinness-Buch der Rekorde.
1995 wurde in der direkten Umgebung ein Ver.di-Schulungsgebäude errichtet, was dem Baum noch einmal mehr Besucher und überregionale Bekanntheit bescherte. 2003 berichteten Zeitungen aus den Niederlanden, Kuweit, später aus Österreich, Spanien, Australien, Thailand, den USA und Südafrika. Der Besucherandrang nimmt seitdem kontinuierlich zu. Für 2008 ermittelte ein von Volker Kraft aus Neugierde installiertes Zählwerk – der Eintritt in den Privatgarten ist kostenlos – rund 6000 Gäste. Auf Wunsch vieler Besucher werden von der Familie seit 2005 vor Ort und über das Internet Postkarten und Souvenirs angeboten.

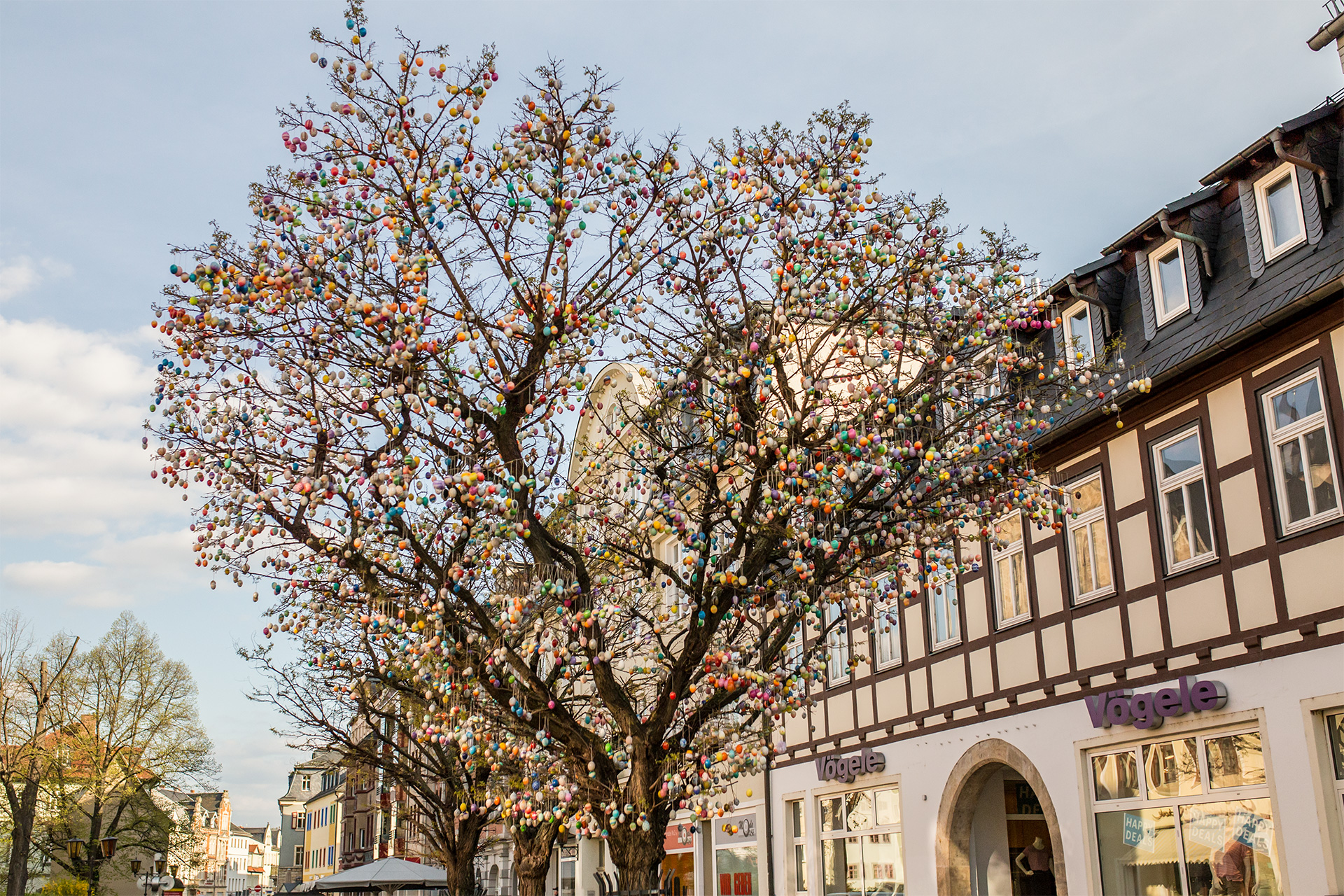
Der Ostereierbaum nach seinem „Umzug“ in die Fußgängerzone im Jahr 2017.

Im Jahr 2015 wurde der Baum letztmals von der Familie Kraft geschmückt. Ebenfalls 2015 wurde der Baum in der Sendung mit der Maus vorgestellt. Die Stadt Saalfeld zeichnete 2015 das Ehepaar Kraft mit der Saalfelder Stadtmedaille aus.
Nach langen Überlegungen über die Zukunft des Baumes ging es ab 2016 unter neuer Federführung weiter. Die Familien Kraft und Rumrich sind nicht mehr involviert. Im Jahr 2016 wurde auf Betreiben des Gastronomen Uwe Gerstenberg ein Kastanienbaum im Schloßpark  geschmückt. Seitdem haben der Verein „Freundeskreis des Saalfelder Ostereierbaums“ und die Stadt Saalfeld die Betreuung des Ostereierbaums übernommen. Von 2017 bis 2020 zog der Ostereierbaum in die Blankenburger Straße um, wo eine Robinie vor dem Restaurant Alte Post genutzt wurde. Bereits im Jahr 2019 wurde vor der Orangerie im Schlosspark ein junger Apfelbaum gepflanzt, der seit 2021 als Ostereierbaum fungiert.

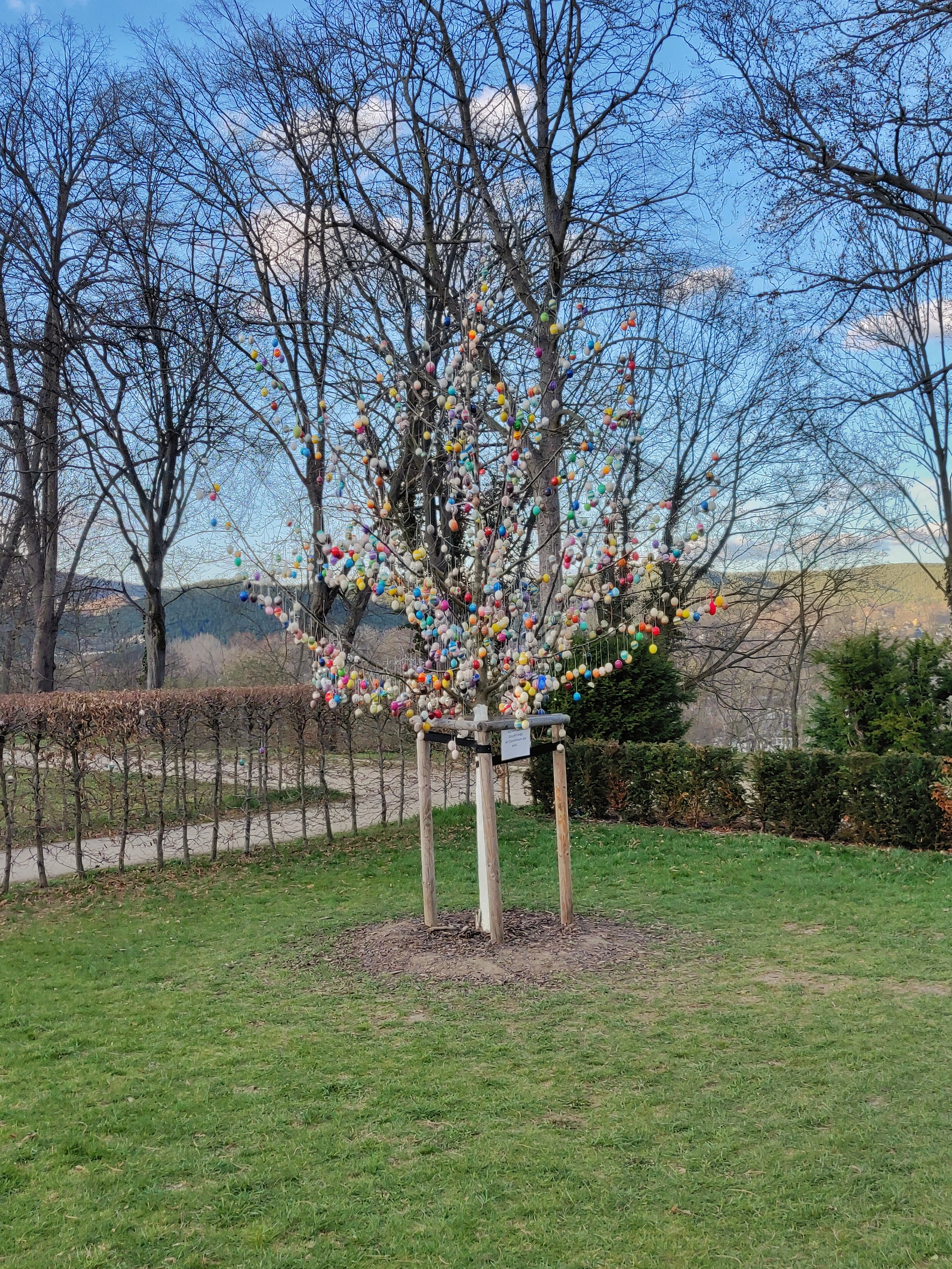
Der Saalfelder Ostereierbaum (Apfelbaum) vor der Orangerie im Schlosspark im April 2021

## Gestaltung des Baumes
Das Aufhängen der Eier beginnt je nach Witterung und abhängig vom Osterdatum zwischen Ende Februar und Ende März etwa vier Wochen vor Ostern. Bis der gesamte Baum geschmückt ist, vergehen bei ca. 10000 Eiern bis zu zwei Wochen, im Jahr 2009 dauerte es beispielsweise 9 Tage. Seit 2016 hilft unter anderem eine Hebebühne beim schnelleren Auf- und Abhängen.
Das Schmücken übernahmen bis 2015 die Familienmitglieder, insbesondere Volker Kraft selbst, seine Frau Christa und Tochter Gabriela Rumrich. Wegen der schon beachtlichen Größe des Baumes mussten Leitern eingesetzt werden. Angebracht werden die Eier schrittweise von oben nach unten und von innen nach außen.
Bevor die Äste auszutreiben beginnen, muss der Baum wieder geleert werden, da er sonst Schaden nehmen würde. Mit Überschreiten der Zehntausendermarke im Jahre 2012 ist die Obergrenze erreicht und keine weitere Steigerung aus Platzgründen mehr möglich.

## Gestaltung der Eier

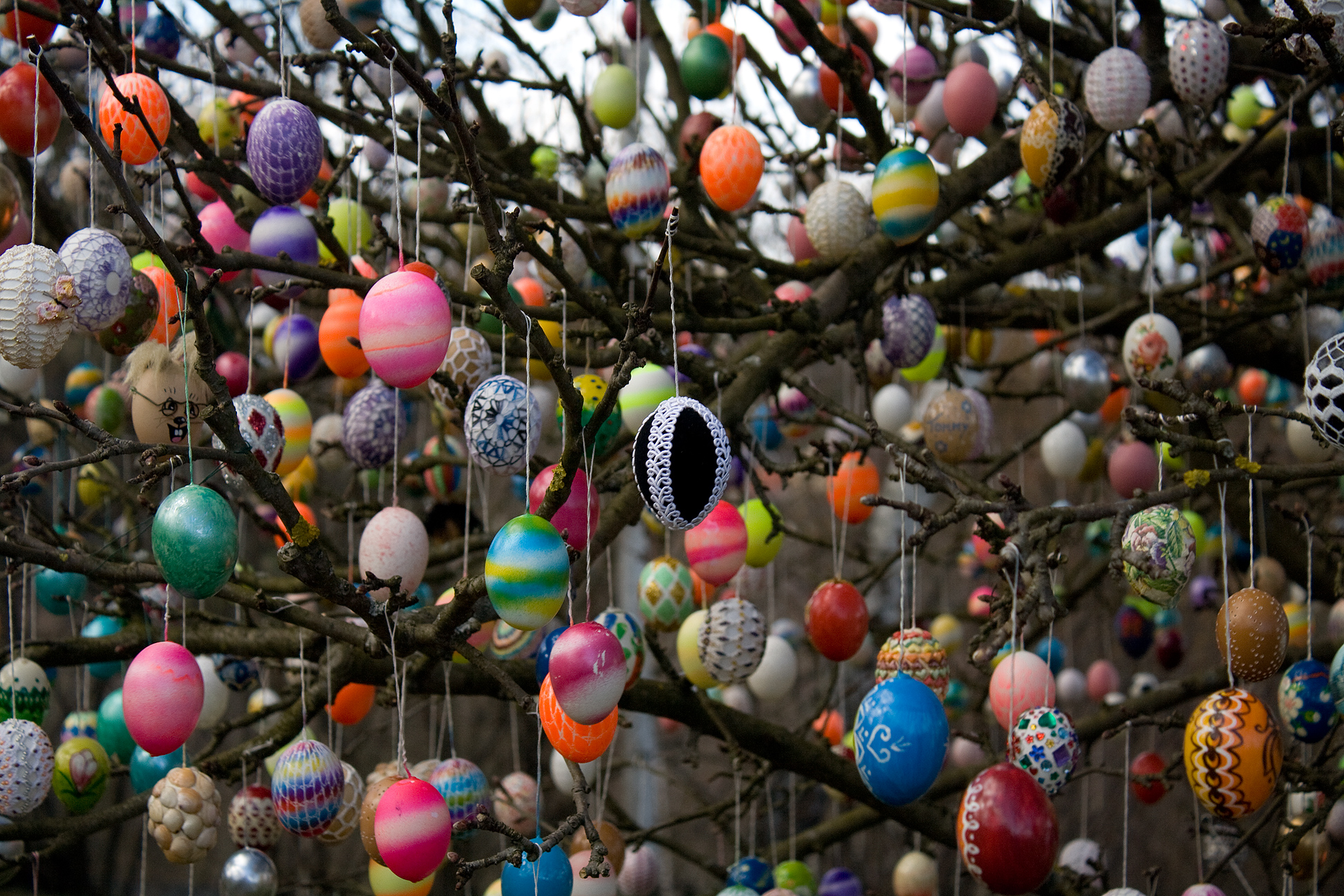
Geschmückter Baum in Nahansicht

Alle Eier sind mundausgeblasen, die meisten werden danach ein- oder mehrfarbig mit Mustern besprüht. Daneben findet sich eine Vielzahl an bemalten Eiern mit Motiven der Stadt, so etwa die Stadttore oder das Heimat-Museum, aber auch berühmter Gebäude weltweit. Viele Eier sind aufwändig umhäkelt und damit zusätzlich gegen Witterungseinflüsse geschützt. Jahr für Jahr kommen neue Motive oder Techniken hinzu, so sind seit 2009 auch perforierte Eier am Baum zu finden. Einige Eier werden weitreichender umgestaltet und erhalten so beispielsweise die Form von Fröschen, Schildkröten, Igeln oder Heißluftballons. Dazu werden mit Modelliermasse weitere Feinheiten der Eier gestaltet.
Doch auch Besucher des Baumes bringen Eier mit, um diese an den Baum zu hängen, und mit wachsendem Publikum stieg somit auch die Zahl der geschenkten Eier. So sind inzwischen auch Eier aus fernen Ländern vertreten.
Eine Auswahl besonders gelungener Eier wurde zum Schutz vor Wind, Wetter und Vandalismus in einer speziellen Vitrine aufbewahrt. Darin waren sie für alle Besucher bis 2015 zu sehen.

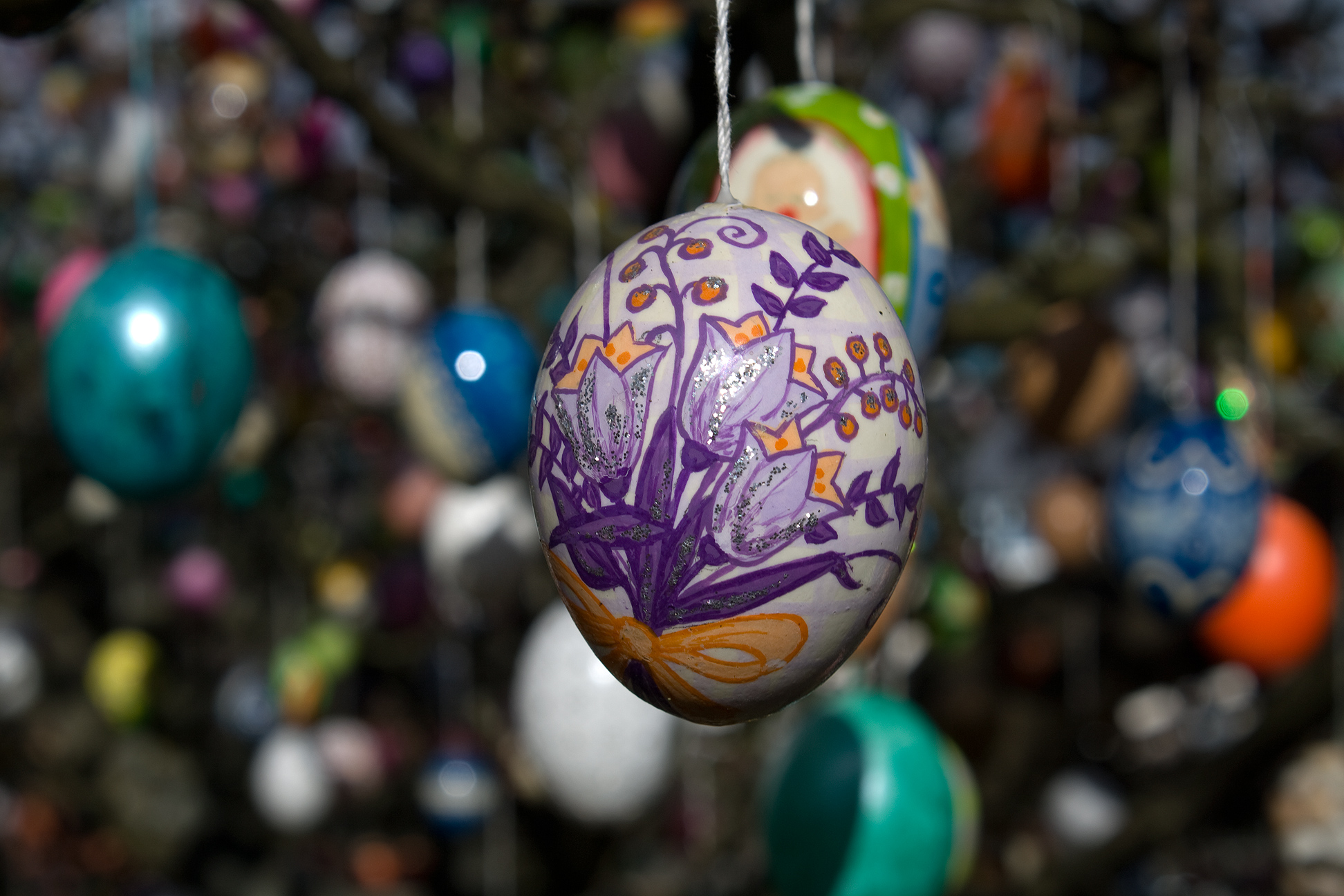
Ei mit Pflanzenzeichnung
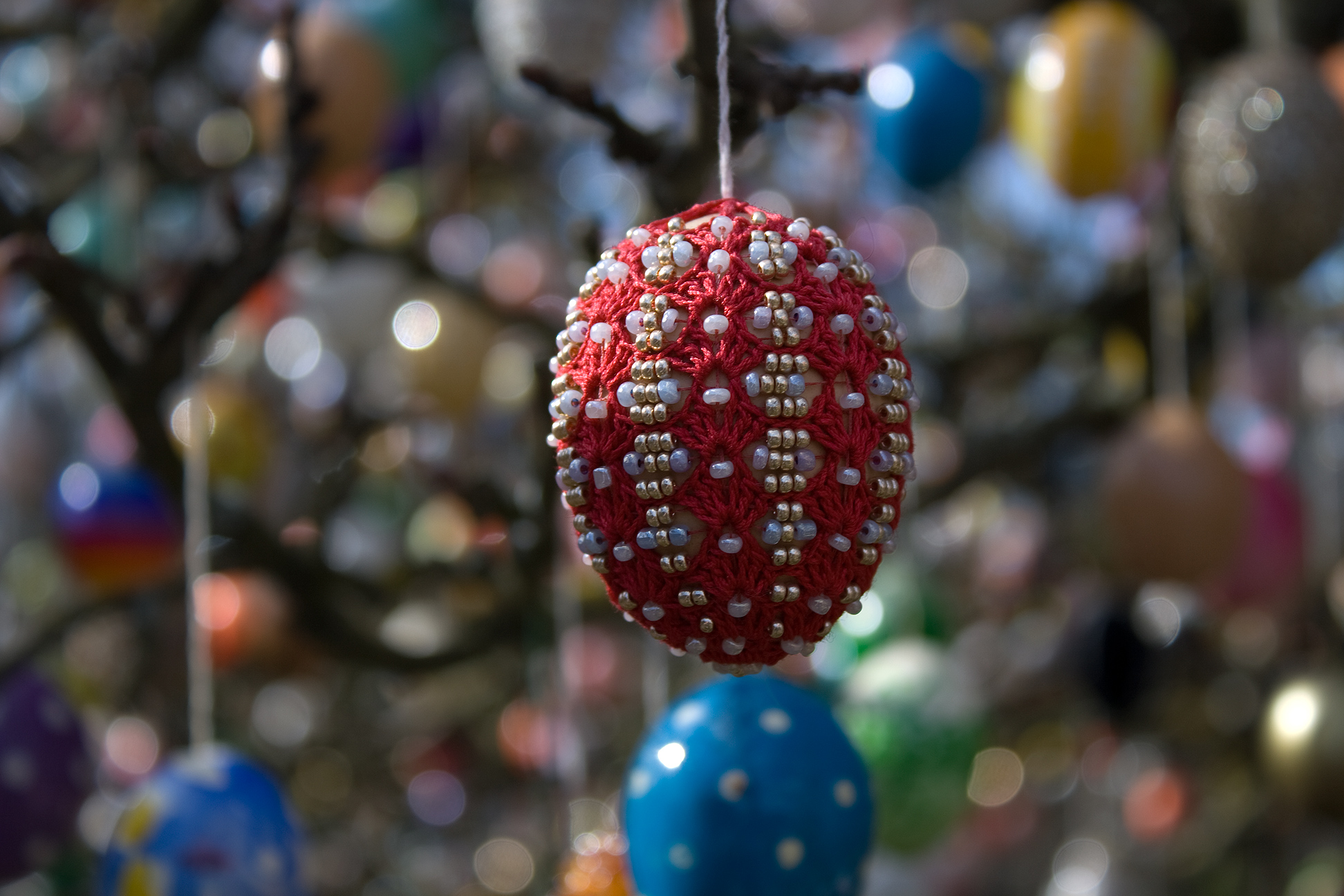
Umhäkeltes Ei
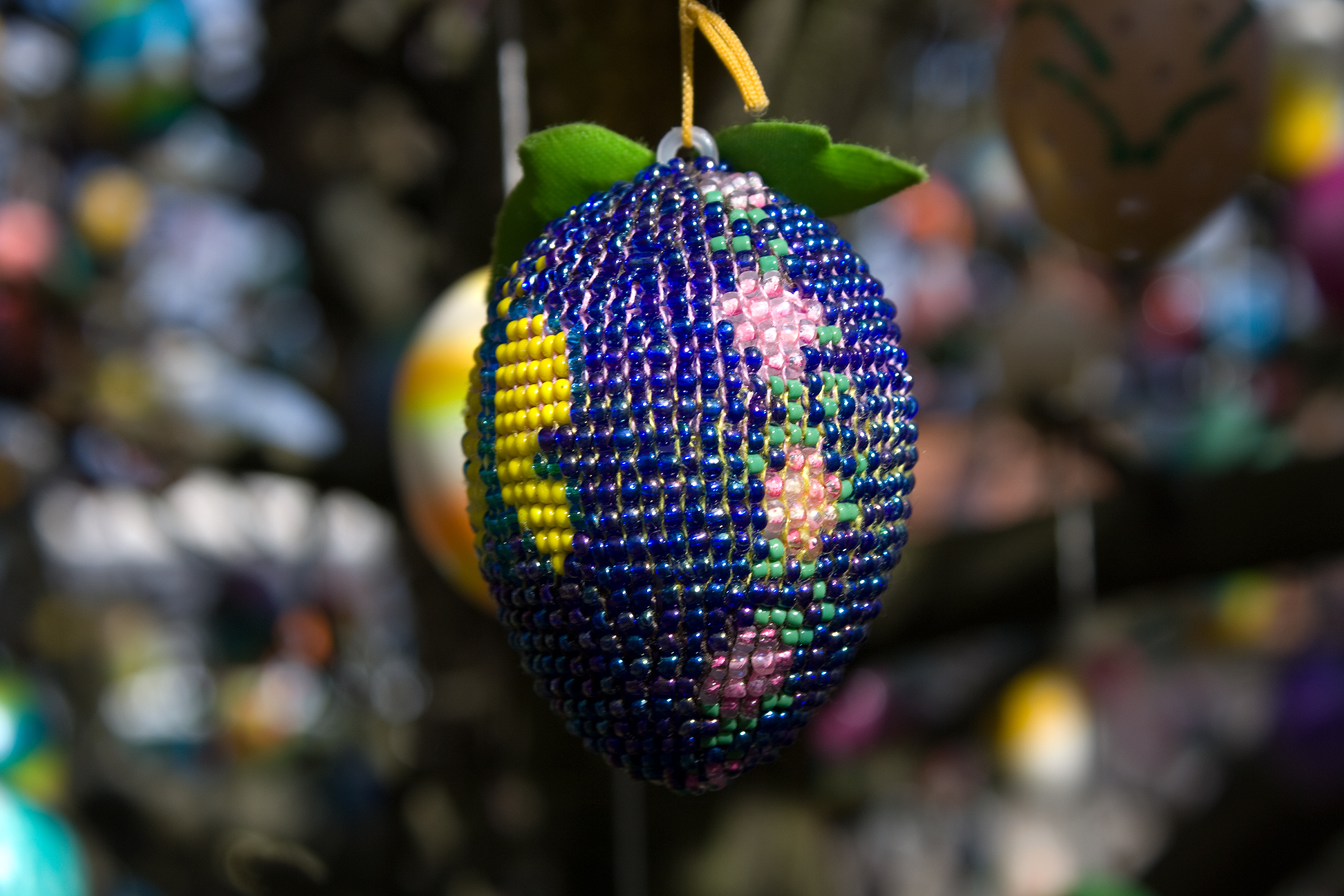
Perlen-Ei
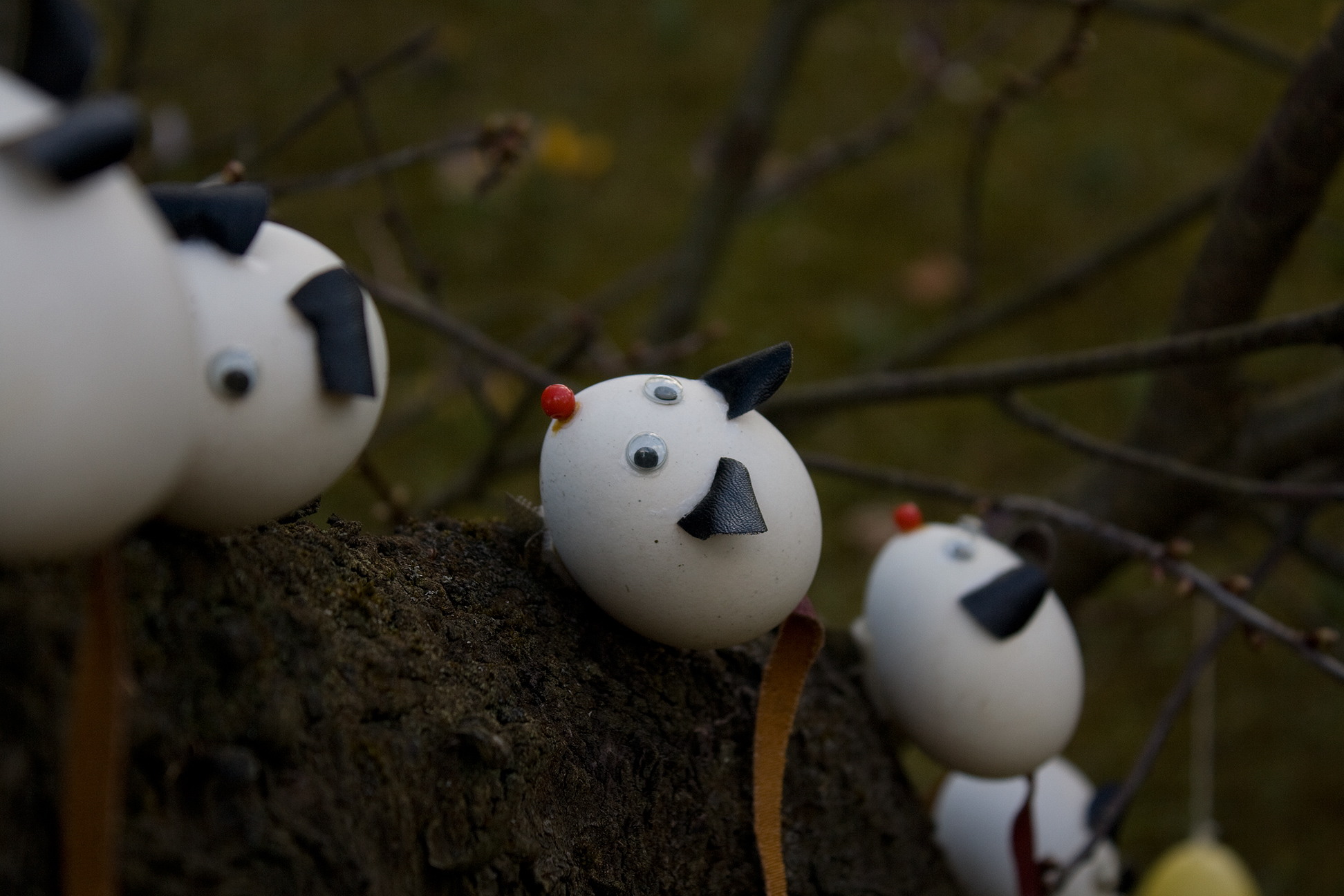
Eier-Maus